# Нельсон (река)
Не́льсон (англ. Nelson River) — река в Северной Америке, относится к бассейну Северного Ледовитого океана. Протекает в северном направлении по территории канадской провинции Манитоба от озера Виннипег до Гудзонова залива. Рядом с устьем находится заброшенное поселение Порт-Нельсон, а чуть восточнее (в устье реки Хейс) — бывшая фактория Йорк-Фэктори, которые использовались ранее компанией Гудзонова залива. К северу от устья раскинулся национальный парк Вапуск.

## Гидрография
Река Нельсон протекает по Канадскому щиту. Озёра, расположенные вдоль реки: Плейгрин, Кросс, Сипивеск, Сплит.
Площадь бассейна 1093442 км².
Через реку Нельсон длиной 644 км происходит сток с площади около 1,1 млн км², южная часть бассейна находится на территории США. Совместно с реками Боу и Саскачеван с её притоками, Нельсон образует непростой в навигации озёрно-речной водный путь, тянущийся на 2575 км к Канадским Скалистым горам. Река порожиста, но судоходна на 100 км. Средний расход воды в устье составляет 2800 м³/с, с ноября по май — ледостав.
Крупнейшие притоки: Бернтвуд, Грасс.

## История и хозяйственное использование
Река Нельсон была открыта в 1612 году в ходе английской арктической экспедиции под руководством сэра Томаса Баттона, который зимовал в её устье. Баттон назвал реку в честь своего штурмана, который не пережил зимовки. Индейцы племени кри, жившие вдоль берегов реки, называли её Повини-гоу или Повинини-гоу, что, возможно, означало «река быстрых незнакомцев».
С конца 1950-х годов в бассейне реки осуществляется масштабный гидроэнергетический проект.
Всего на реке расположено 13 гидроэлектростанций. В 240 км от истока реки расположена ГЭС Келси, снабжающая электроэнергией добывающие никель производства в городе Томпсон на притоке Бернтвуд. Ниже по течению, у порогов Кеттл, находится ещё одна гидроэлектростанция Кеттл. Нельсон соединена каналом с рекой Черчилл для увеличения объёма выработки.
Вдоль большей части реки проложена железная дорога «Hudson Bay Railway» (подразделение «Canadian National Railway»), которая пересекает реку в поселении Гиллам.